# Tupoljev Tu-160
Tupoljev Tu-160 (NATO naziv: "Blackjack") je nadzvučni teški bombarder s promjenjivom geometrijom krila dizajniran u bivšem SSSR-u. Najteži je borbeni zrakoplov ikad napravljen. Sličan američkom B-1 Lancer, Tu-160 je složeniji, dvostruko brži i može ponijeti više korisnog tereta. Zadnji je strateški bombarder dizajniran u bivšem SSSR-u. U uporabu je ušao 1987. godine i još se proizvodi.

## Razvoj
Prvi natječaj za razvoj nadzvučnog strateškog bombardera raspisan je 1967. a cilj je bio razviti zrakoplov s brzinom krstarenja od 3 Ma kako bi konkurirao američkom programu XB-70 Valkyrie. Kasnije su dizajneri shvatili da će novi zrakoplov biti preskup pa su odlučili sniziti kriterije, a u međuvremenu američki XB-70 program je već bio prekinut.
SSSR je 1972. službeno objavio zahtjev za novim višemisijskim bombarderom s promjenjivom geometrijom krila i maksimalnom brzinom od 2,3 Ma kao odgovor na američki program B-1 Lancer. Tupoljevov dizajn, 160M, bio je dizajniran kao leteće krilo, a konkurenti su mu bili Mjasiščev M-18 i Suhojev dizajn T-4. Mjasiščevov dizajn koji je koristio promjenjivu geometriju krila bio je ocijenjen kao najuspješniji, dok je bilo poznato da samo Tupoljev može kvalitetno izvesti ovako složen projekt, stoga je proizvodnju 1973. preuzeo Tupoljev ali s Mjasiščevovim dizajnom.
Nakon nesreće s XB-70, SAD je pokrenuo program razvoja novog bombardera B-1 Lancer. Vidjevši američke napore oko novog bombardera, SSSR je također počeo razvijati novi bombarder koji bi bio superioran u odnosu na američki. Glavni komitet je 1977. godine prihvatio dizajn te je prvi let je obavljen 18. prosinca 1981. Početak proizvodnje je odobren 1984. u tvornici Kazan Avijacije. Izvorno je proizvodnja zrakoplova oznake Tu-160 (tvornička oznaka Proizvod 70) bila planirana na oko 100 zrakoplova, no na kraju zbog raspada SSSR-a ih je napravljeno samo 35, uključujući i tri prototipa. 
Drugi prototip je izgubljen prilikom testiranja 1987. s tim da se posada uspješno katapultirala iz zrakoplova. Kasnije je proizvodnja usporena zbog nedostatka sredstava, a 1994. je konačno prekinuta. Danas se u tvornicama još uvijek nalazi nekoliko nedovršenih zrakoplova koji su u dobrom stanju, te bi ako dobiju sredstava mogli biti završeni.
Nakon raspada SSSR-a i u vremenu ekomomskog kaosa početkom 1990-tih, vlada SAD-a s još nekim saveznicima poput Velike Britanije, uz odobrenje tadašnjeg ruskog predsjednika Borisa Jeljcina, je pokrenula i financirala program Nunn-Lugar kojemu je bio za cilj uništiti sovjetsko strateško naoružanje, uključujući i bombardere Tu-160 pod izlikom da ne padnu u ruke terorista. Uništeno je desetak bombardera Tu-160 od kojih su neki imali samo 100 sati leta.

## Dizajn
Tu-160 vanjskim izgledom djelomično podsjeća na američki B-1 Lancer, no Tu-160 je dosta veći, brži, ima veći domet i može nositi više korisnog tereta. Pokreću ga četiri Kuznjecov NK-321 turbofan motora s naknadnim sagorijevanjem te na većim visinama može postići brzinu malo veću od 2 Ma. Po samim specifikacijama NK-321 je najjači mlazni motor na svijetu s potiskom od 137,3 kN, odnosno 245 kN s naknadnim izgaranjem. Za duge misije, u nosu ima ugrađenu sondu za nadolijevanje goriva u letu, no ovo se rijetko koristi jer ima veliki unutarnji kapacitet goriva od 130 tona što je dovoljno za 15 sati leta pri brzini krstarenja od 850 km/h (0,77 Ma). 
Iako je Tu-160 dizajniran da ima smanjen radarski i infracrveni odraz, nije pravi „stealth“ zrakoplov. No unatoč tomu, 25. travnja 2006. ruski zapovjednik Igor Khorov je objavio da su Tupoljevi Tu-160 uspjeli ući u zračni prostor arktičkog sektora SAD-a bez da su bili detektirani, što je dovelo do istrage unutar Američkog ratnog zrakoplovstva.
Tu-160 ima dva radara. Napadački radar Obzor-K (NATO naziv Clam Pipe) te Sopka radar za praćenje terena koji se koristi za automatski let pri niskim visinama. Za bombardiranje koristi optoelektronski nišan, a oprema za elektronsko ratovanje uključuje aktivne i pasivne ometače.
Posadu čine 4 člana (pilot, kopilot, operater naoružanja te obrambeni operater) koji sjede na K-36DM sjedalima za katapultiranje. Pilot zrakoplovom upravlja palicom, no instrumenti su analogni te pilotska kabina nema ni HUD (Heads Up Display). 2003. je objavljeno da će se modernizirati svi zrakoplovi što uključuje novu avioniku te mogućnost nošenja najmodernijeg naoružanja. Naoružanje se drži u unutarnjem prostoru, kapaciteta 20.000 kg slobodnopadajućih bombi ili na rotoru za lansiranje raketa. Dio naoružanja može nositi i izvan trupa što mu daje ukupnu nosivost od 45.000 kg te ga čini najtežim bombarderom na svijetu. 
1994. u Singapuru je predstavljena komercijalna demilitarizirana verzija Tu-160SK.

## Povijest korištenja
Tu-160 je prvi put javnosti prezentiran tijekom parade 1989. a već u razdoblju od jedne godine je postavio 44 svjetska rekorda u svojoj klasi. Dalekometni letovi započinju u travnju 1987. Do 1991. 19 zrakoplova je bilo smješteno u 184. regimentu teških bombardera u Ukrajini gdje su zamjenjivali Tu-16 i Tu-22M. U siječnju 1992. Boris Jeljcin prekida proizvodnju s 35 proizvedenih zrakoplova do tada, a 19 od tih 35 su pripali Ukrajini koja je 1999. 8 zrakoplova vratila Rusiji u zamjenu za oprost dugova. Ostali su uništeni u sklopu dogovora o neširenju oružja za masovno uništenje. Sačuvan je samo jedan trup koji se koristi kao izložak.
Druga ruska jedinica (121. teško bombarderska) naoružana s Tupoljevima Tu-160 je formirana u Engelsu 1992. godine, no do 1994. primila je samo šest zrakoplova. Između 1999. i 2000. godine 121. jedinici dodijeljeno je još osam zrakoplova koji su vraćeni iz Ukrajine.
Prvo borbeno krštenje Tu-160 je imao 2015. u Siriji gađavši zapovijedna mjesta terorističkih skupina dalekodometnim krstarećim raketama, što je izvedeno s nevjerojatnom preciznošću.

## Budućnost
Tu-160 je predviđen za modernizaciju već početkom 1990-tih, no nakon raspada SSSR-a ta modernizacija je u više navrata odgađana i još danas nije dovršena. Modernizirani bombarder bi se zvao Tu-160M, a dobio bi u potpunosti novu elektroniku, nove radare i poboljšane motore NK-74. Potkraj 2000-tih, prvi Tu-160 je konačno moderniziran na Tu-160M standard, no ta modernizacija nije ni približno ekstenzivna kao što je bila predviđena 1990-tih. Modernizirani Tu-160M zrakoplovi dobili su samo mogućnost nošenja novih krstarećih raketa, a velika većina elektronike, radari, motori i ostale komponente su iste kao i kod prvotnih Tu-160 inačica.
U 2015. godini rusko Ministarstvo obrane je najavilo kupnju 50 novih i moderniziranih zrakoplova Tu-160, odnosno Tu-160M2. Prvi prototip je prikazan već krajem 2018. Pretpostavlja se da to nije novi zrakoplov jer Rusija zbog brojnih problema nema mogućnost ponovno pokrenuti proizvodnju Tu-160, već da je to jedan od sveukupno 3 nedovršena prototipa koji su proizvedeni za vrijeme SSSR-a i čuvani u hangarima. Problematika oko proizvodnje novih bombardera Tu-160 je najviše vezana uz nedostatak novca uzrokovanog lošom ekonomskom politikom i ogromnom korupcijom, izostanak nužne modernizacije proizvodnih pogona i nedostatak stručnjaka i kvalificiranog osoblja koji su 1990-tih zbog ekonomskog kolapsa odselili na zapad. Sve to upućuje na zaključak da je mala vjerojatnost da će Rusija uspjeti proizvesti (odnosno dovršiti) više od 3 nova bombardera Tu-160.

## Inačice
- Tu-160S - oznaka za serijski proizvedene zrakoplove kako bi se razlikovali od prototipova
- Tu-160V - inačica koja je koristila tekući vodik kao pogon
- Tu-160 NK-74 - unaprijeđena verzija s NK-74 motorima
- Tu-160M - izdužena inačica sposobna nositi dvije dalekometne nadzvučne rakete Kh-90
- Tu-160P - dalekometna eskortna inačica
- Tu-160PP - inačica za elektronsko ratovanje
- Tu-160R - inačica za strateško izviđanje
- Tu-160SK - komercijalna inačica
- Tu-170 - konvencionalni bombarder dizajniran da zadovoljava SALT-2 ugovor.
- Tu-160m2-najnovija visoko nadograđena inačica s novim stealth premazima,boljim motorima,novom avionikom,obrambenim sustavom za zaštitu od projektila,novi komunikacijski i upravljački sustav i nova oružija. Bit će spreman 2021. godine.

## Korisnici
- Rusija: 17 bombardera

### Bivši korisnici
- SSSR: 35; Sovjetski Savez je 1991. godine raspolagao s flotom od 35 bombardera Tu-160
- : Ukrajina je naslijedila 19 tu-160 bombardera od SSSR-a, ali ih je 8 predala Rusiji u zamjenu za ublažavanje duga za plin. Ostatak je otpisan temeljom sporazuma Nunn-lugar.

## Tehničke karakteristike
Osnovne karakteristike
- posada: 4
- dužina: 54,1 m
- raspon krila: 55,70 m (razvučena)/35,60 m (uvučena)
- površina krila: 400 m2 / 360 m2
- visina: 13,10 m

Letne karakteristike
- najveća brzina: 2.220 km/h
- dolet: 12.300 km
  - borbeni dolet: 7.300 km
- brzina penjanja: 70 m/s
- najveća visina leta: 16.000 m
- specifično opterećenje krila: 743 kg/m2
- motor: 4× Kuznjecov NK-32 turbofen motora

Naoružanje
- naoružanje:
- Unutarnja nosivost od 40.000 kg
- 6× Raduga Kh-55
- 12× Raduga Kh-15

## Vanjske poveznice
- Tupoljev Tu-160 - airforce-technology.com